# Дєдовськ (станція)
Дєдовськ рос. Дедовск — залізнична станція Ризького напрямку Московської залізниці в однойменному місті Істринського міського округу Московської області. Входить до складу Московсько-Смоленського центру організації роботи залізничних станцій ДЦС-3 Московської дирекції управління рухом. За основним характером роботи є проміжною, за обсягом роботи віднесена до 4-го класу.
Є пряме сполучення на Курський напрямок Московської залізниці. Пасажирське сполучення здійснюється електропоїздами. На захід безпересадкове сполучення здійснюється до станції Шаховська, на схід до станцій Москва-Ризька і Серпухов. Є кінцевою станцією для деяких електропоїздів з боку Москви, на захід від станції є тупик.
Виходи через турнікетні павільйони і підземний перехід в центрі платформи на вулицю Червону, Залізничну і привокзальну площу з торговими комплексами, зупинкою місцевого автобуса, стоянкою таксі.
Пасажирська платформа єдина, острівна. Станція відноситься до 5-ї тарифної зони. Час руху з Москва-Ризька — 1 година. Час руху до найближчої станції метро Тушинська — 30 хвилин. Пасажирська платформа обладнана турнікетами.
Від станції відходить під'їзна колія на Дєдовський керамічний завод ВАТ «Сокіл».
Раніше була станцією 3-го класу.